# Marktstraße (Wernigerode)

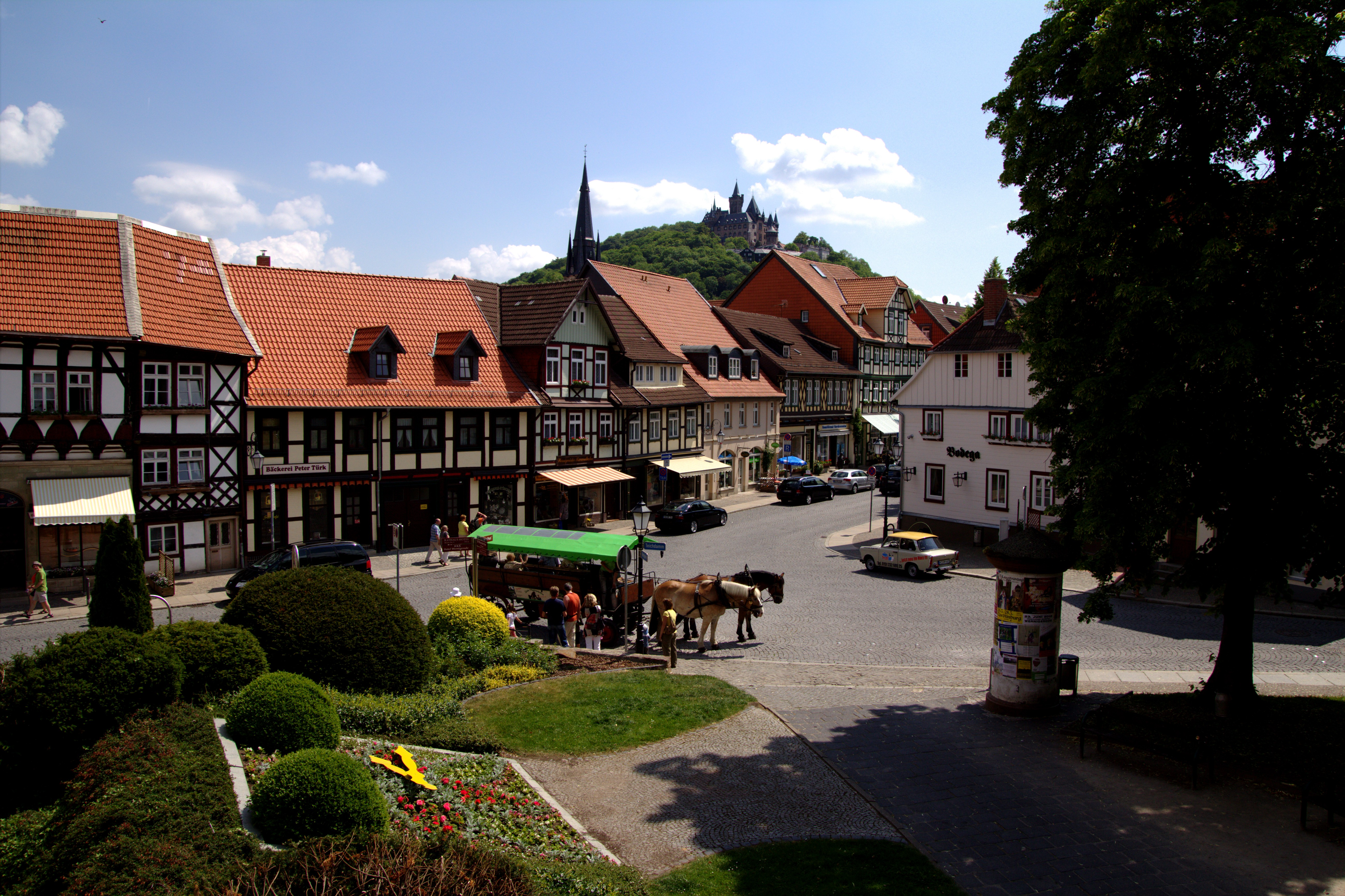
Blick in die Marktstraße vom Teichdamm hinter dem Rathaus

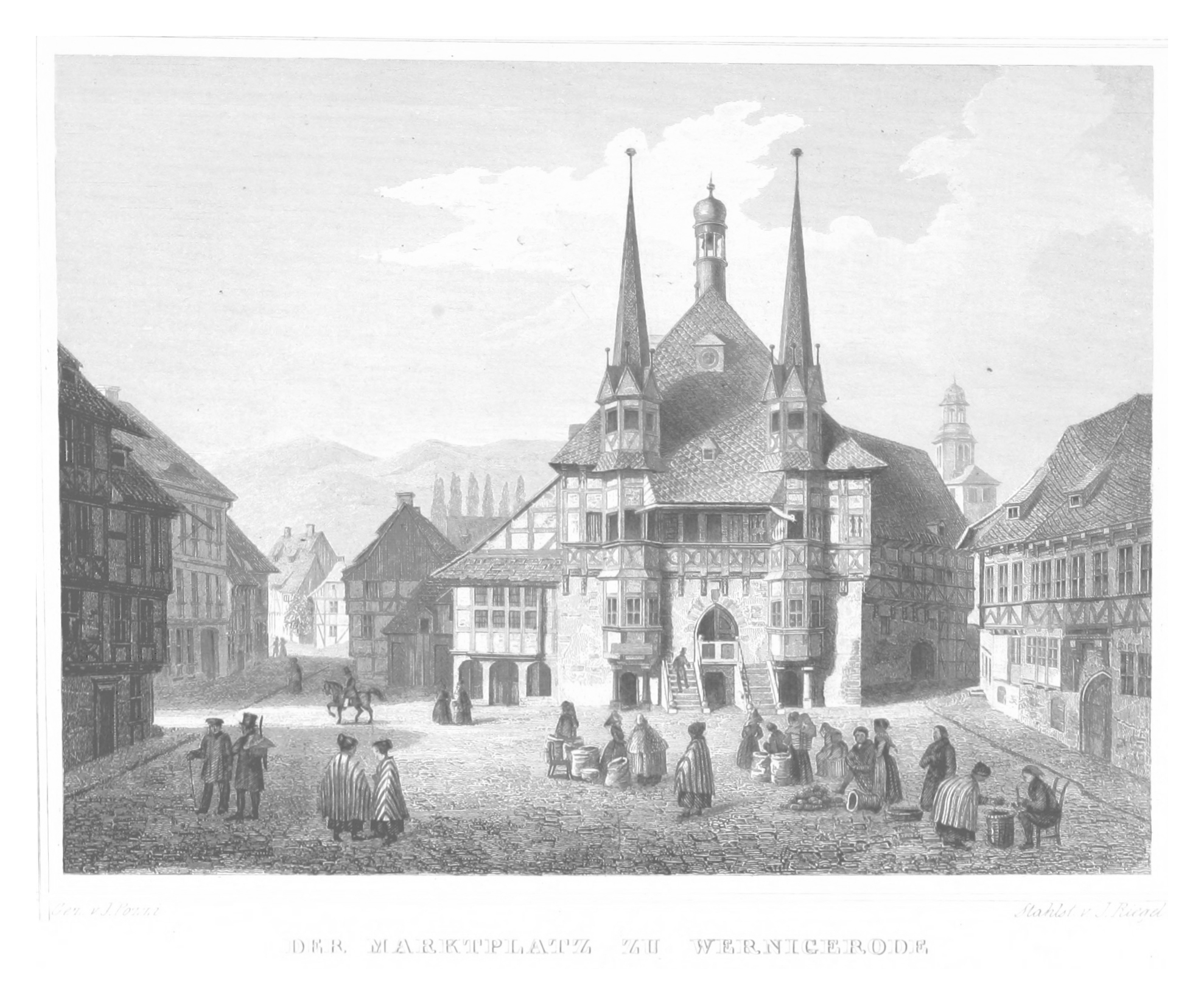
Blick in die Marktstraße (links) im 19. Jahrhundert

Die Marktstraße ist eine der Hauptgeschäftsstraßen in der Stadt Wernigerode im Landkreis Harz in Sachsen-Anhalt. Sie verläuft in süd-nördlicher Richtung von der Johann-Sebastian-Bach-Straße, dem Standort des in den 1960er Jahren abgetragenen Dullenturmes der Stadtmauer, bis zum Marktplatz der Stadt.

## Geschichte
Der Name Marktstraße stammt erst aus der Zeit des Königreichs Westphalen zu Beginn des 19. Jahrhunderts. Die Straße führte vom Marktplatz an mehreren Ritterhöfen vorbei bis zur Stadtmauer und hieß daher zunächst Ritterstraße. Im Gegensatz zu Western- und Breite Straße in die Marktstraße ursprünglich keine Durchgangsstraße gewesen, sondern es handelte sich um eine Sackgasse, deren Verlauf am Dullenturm an der Stadtmauer endete, wo gleichzeitig auch die Kochstraße am Kleinsten Haus der Stadt einmündete. Erst nach dem Abriss der Stadtmauer im Bereich des Dullenturmes im 19. Jahrhundert konnte die Marktstraße durchgängig befahren werden. Das südwestlich gelegene Teilstück der Marktstraße, südlich des später abgerissenen Zeisberg-Hauses, war bis zum Beginn des 20. Jahrhunderts nicht bebaut.
Die Häuser Marktstraße 1 bis Marktstraße 51 trugen früher verschiedene, dreistellige Ortslistennummern zwischen 600 und 700.
Das nördliche Endstück der Marktstraße ist als Fußgängerzone ausgewiesen und tagsüber für den öffentlichen Fahrverkehr gesperrt. Das südliche Stück der Marktstraße ist als Einbahnstraße für den Kfz-Verkehr frei gegeben.
An der West- und Ostseite der Marktstraße befinden sich mehrere denkmalgeschützte Häuser. Dazu zählen laut Liste der Kulturdenkmale in Wernigerode:
| Lage                   | Bezeichnung                            | Beschreibung                                                                                         | Erfassungs- nummer | Ausweisungsart | Bild                    |
| ---------------------- | -------------------------------------- | --- | ------------------ | -------------- | ----------------------- |
| Marktstraße 1 (Karte)  | Wohn- und Geschäftshaus Marktstraße 1  | Wohn- und Geschäftshaus                                                                              | 094 02499          | Baudenkmal     | Weitere Bilder          |
| Marktstraße 5 (Karte)  | Wohn- und Geschäftshaus                | | 094 02498          | Baudenkmal     | Weitere Bilder          |
| Marktstraße 10 (Karte) | Geschäftshaus                          | | 094 25168          | Baudenkmal     | Weitere Bilder          |
| Marktstraße 14 (Karte) | Marktstraße 14 (früheres Postamt)      | Früheres Postamt                                                                                     | 094 02497          | Baudenkmal     | Weitere Bilder          |
| Marktstraße 27 (Karte) | Wohnhaus                               | | 094 02496          | Baudenkmal     | Weitere Bilder          |
| Marktstraße 28 (Karte) | Wohn- und Geschäftshaus                | | 094 25169          | Baudenkmal     | Wohn- und Geschäftshaus |
| Marktstraße 29 (Karte) | Wohnhaus                               | | 094 25175          | Baudenkmal     | Wohnhaus                |
| Marktstraße 30 (Karte) | Wohn- und Geschäftshaus Marktstraße 30 | Wohn- und Geschäftshaus aus der Zeit zwischen 1904 und 1911, zum Teil in Fachwerkbauweise ausgeführt | 107 40143          | Baudenkmal     | Weitere Bilder          |